# Vestmanna

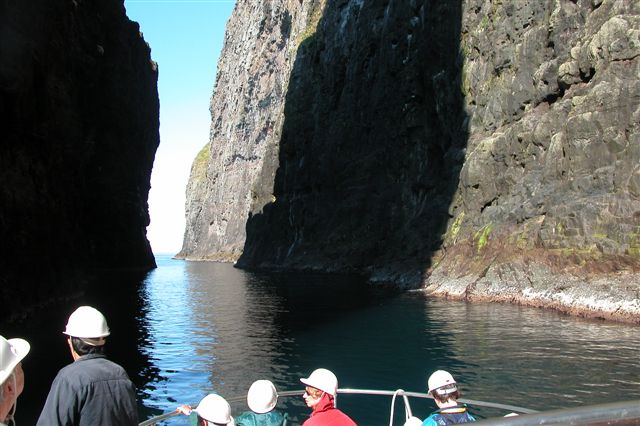
Med turbåt till de gigantiska klipporna Vestmannabjørgini på Streymoys nordvästliga kust.

Vestmanna (danska: Vestmannahavn) är en mindre stad på nordvästra Streymoy i kommunen Vestmanna kommuna i Färöarna. Vestmanna är huvudorten och den enda orten i sin kommun. År 2015 hade Vestmanna 1 208 invånare.

## Etymografi
Namnet Vestmanna antyder att de första bosättarna kom väster ifrån, alltså västlänningar, vilket syftade på kelter från Irland. En annan teori är att de första som bosatte sig kom från Torshavn och därmed bosatte sig väster om huvudstaden, vilket ledde till beteckningen Vestmanna, folket som bodde västerut.

## Kommunikation
Vestmanna ligger på västkusten av Streymoy och har en hamn som betraktas som en av Färöarnas optimala naturliga hamnar. I flera årtionden lade bilfärjan mot Vágar till vid hamnen tills färjeförbindelsen lades ner.
Sedan december 2002 har Vágartunneln bundit ihop Streymoy och Vágar för att på ett smidigare och enklare sätt låta folk ta sig till ön Vágar där flygplatsen finns. Sedan tunneln öppnade har färjeförbindelsen lagts ner.

## Befolkningsutveckling
| Befolkningsutvecklingen i Vestmanna 1985–2015 | Befolkningsutvecklingen i Vestmanna 1985–2015 | Befolkningsutvecklingen i Vestmanna 1985–2015 | Befolkningsutvecklingen i Vestmanna 1985–2015 | Befolkningsutvecklingen i Vestmanna 1985–2015 |
| --------------------------------------------- | --------------------------------------------- | --------------------------------------------- | --------------------------------------------- | --------------------------------------------- |
|                                               |                                               |                                               |                                               |                                               |
| År                                            |                                               |                                               | Folkmängd                                     |                                               |
| 1985                                          | 1985                                          |                                               | 1 304                                         |                                               |
| 1990                                          | 1990                                          |                                               | 1 247                                         |                                               |
| 1995                                          | 1995                                          |                                               | 1 143                                         |                                               |
| 2000                                          | 2000                                          |                                               | 1 224                                         |                                               |
| 2005                                          | 2005                                          |                                               | 1 250                                         |                                               |
| 2010                                          | 2010                                          |                                               | 1 211                                         |                                               |
| 2015                                          | 2015                                          |                                               | 1 208                                         |                                               |
|                                               |                                               |                                               |                                               |                                               |

## Näringshistoria
Vestmanna fick ekonomisk betydelse under 1839 då Den Kongelige Monopolhandel öppnade en filial här som skulle betjäna Streymoy och Vágar. Varorna blev därifrån vidaretransporterat med roddbåt eller till fots över fjället.
År 1897 byggde man ett skeppsvarv som först och främst skulle reparera fiskefartyg som under den tiden köptes ifrån Storbritannien. Idag hör detta varvet till huvudstaden Tórshavn. År 1950 byggdes här Färöarnas största vattenkraftverk av det kommunala elbolaget SEV och år 1986 kom 80% av Färöarnas vattenkraft härifrån. Idag drivs tre vattenkraftverk på området.

## Turism
Fågelfjällen i norr är ett mycket populärt turistmål för såväl fågelintresserade färingar som internationella besökare. Från Vestmanna går det båtturer till de gigantiska klipporna på Streymoys nordvästliga kust. Den bästa tiden att besöka fjällen är under juni och juli då miljoner sjöfåglar befolkar Färöarna.
Inte nog med de vackra fjällen finns här även flera naturliga grottor längs kusten. Dessa kan man besöka då vädret tillåter och ifall guider finns tillgängliga.
Det finns även en lite tuffare utmaning i Vestmanna, en historisk vandringstur över fjället Saksun som är totalt 18 kilometer långt. Denna tur är ganska krävande och bör förberedas grundligt före avresa.

## Bildgalleri

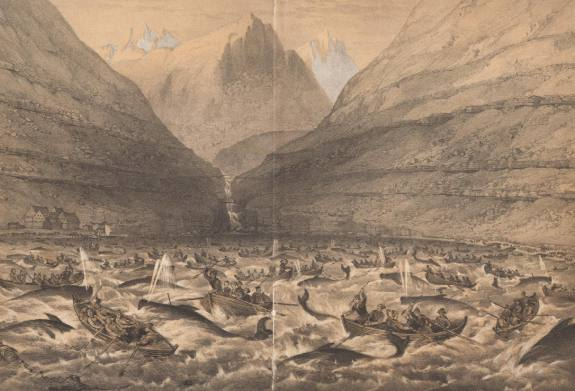
Grindadráp i Vestmanna den 17 juni 1854.
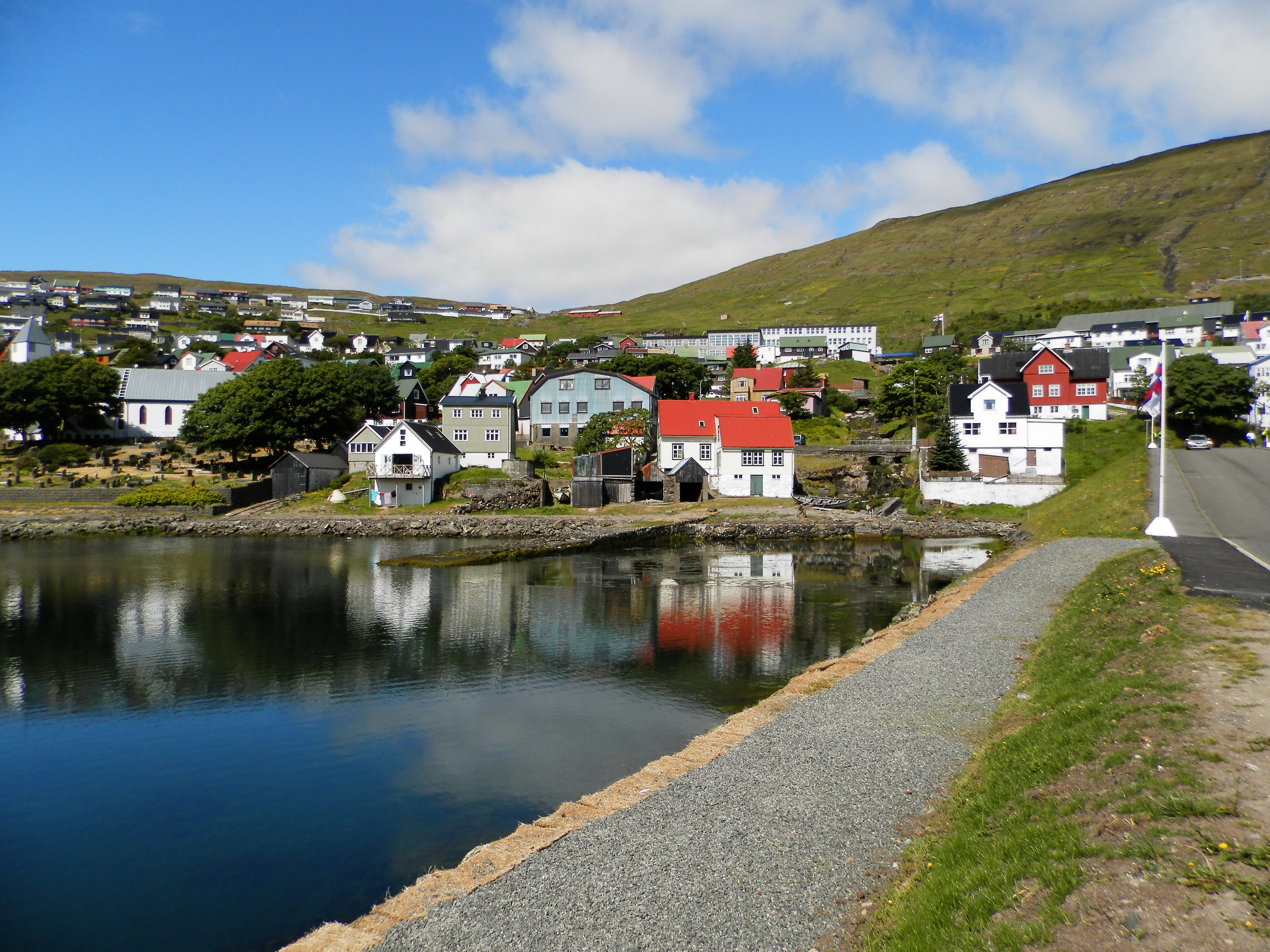
Vestmanna i juli 2012.
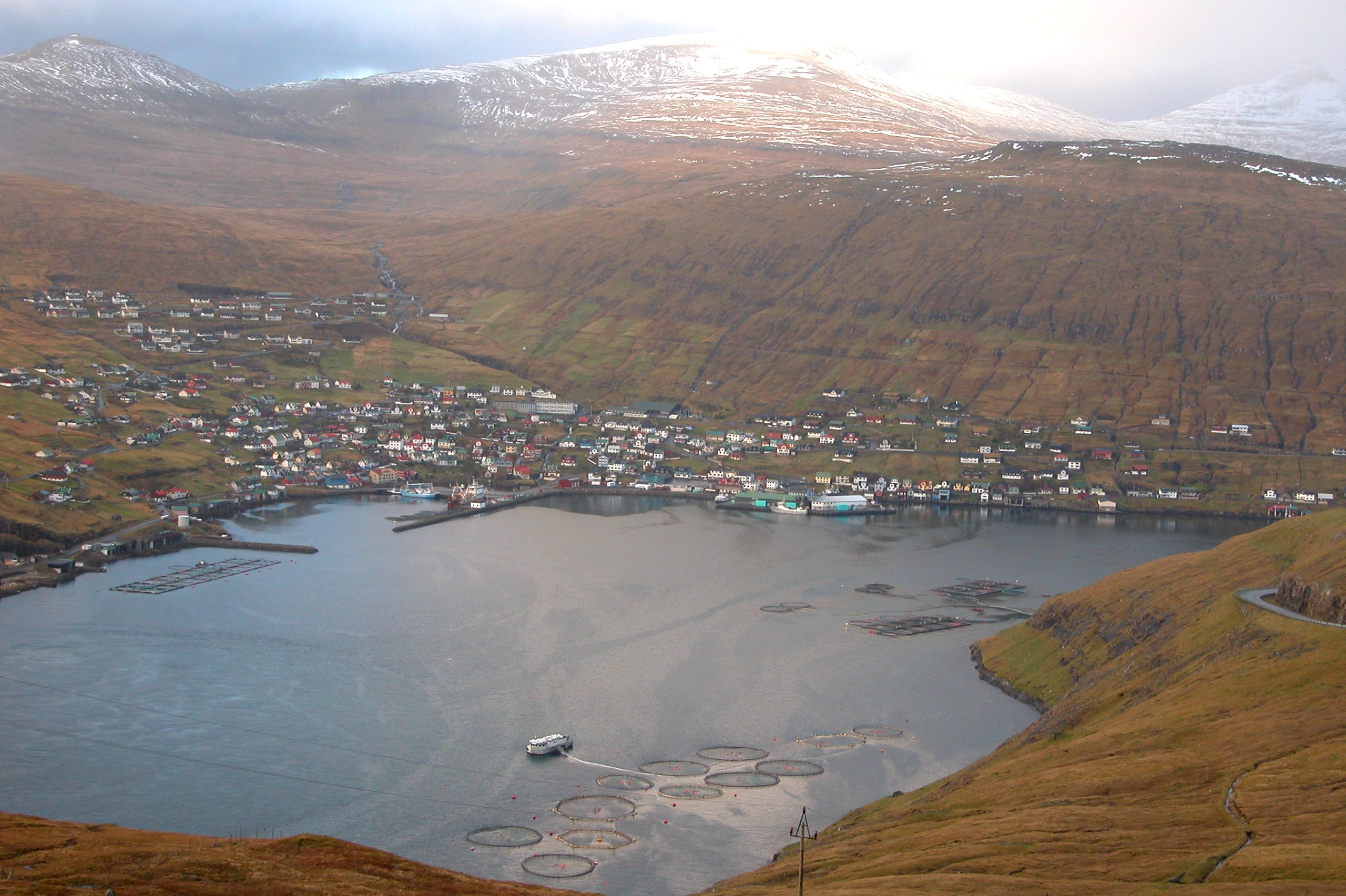
Överblick över Vestmanna.
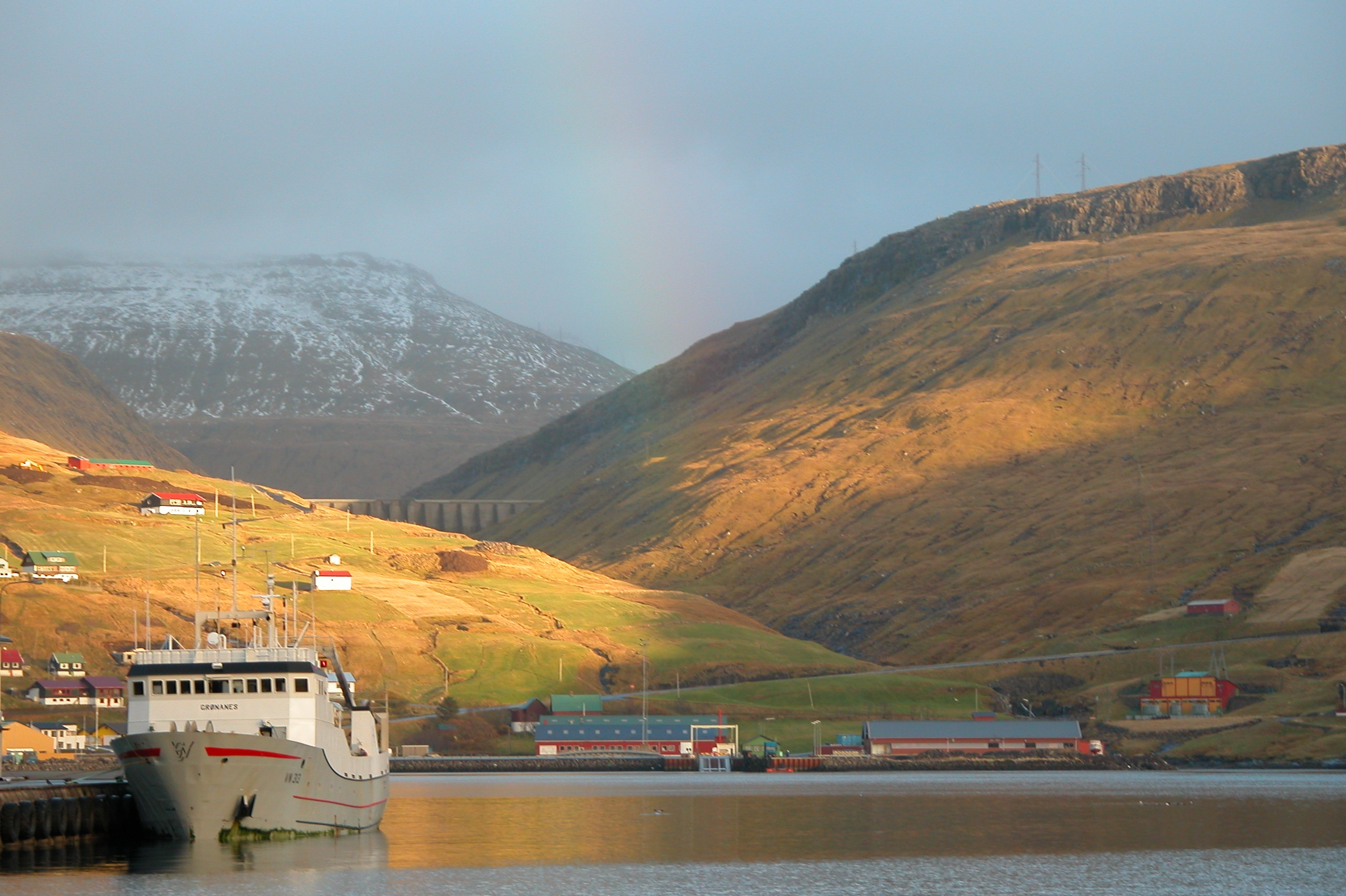
Vestmanna med damm- byggnad i bakgrunden.
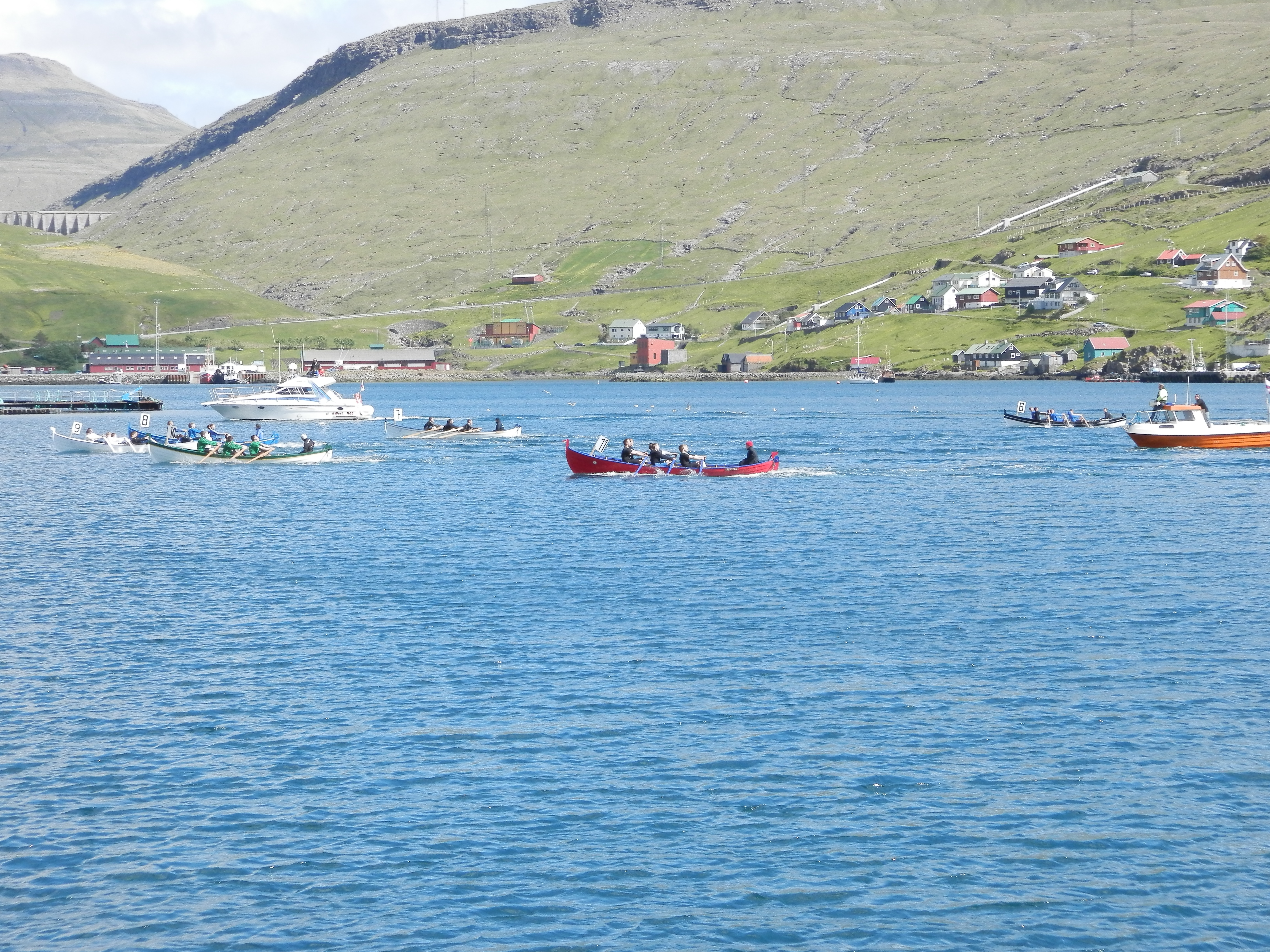
Färöisk kapprodd vid Fjarðastevna i Vestmanna den 7 juli 2012.
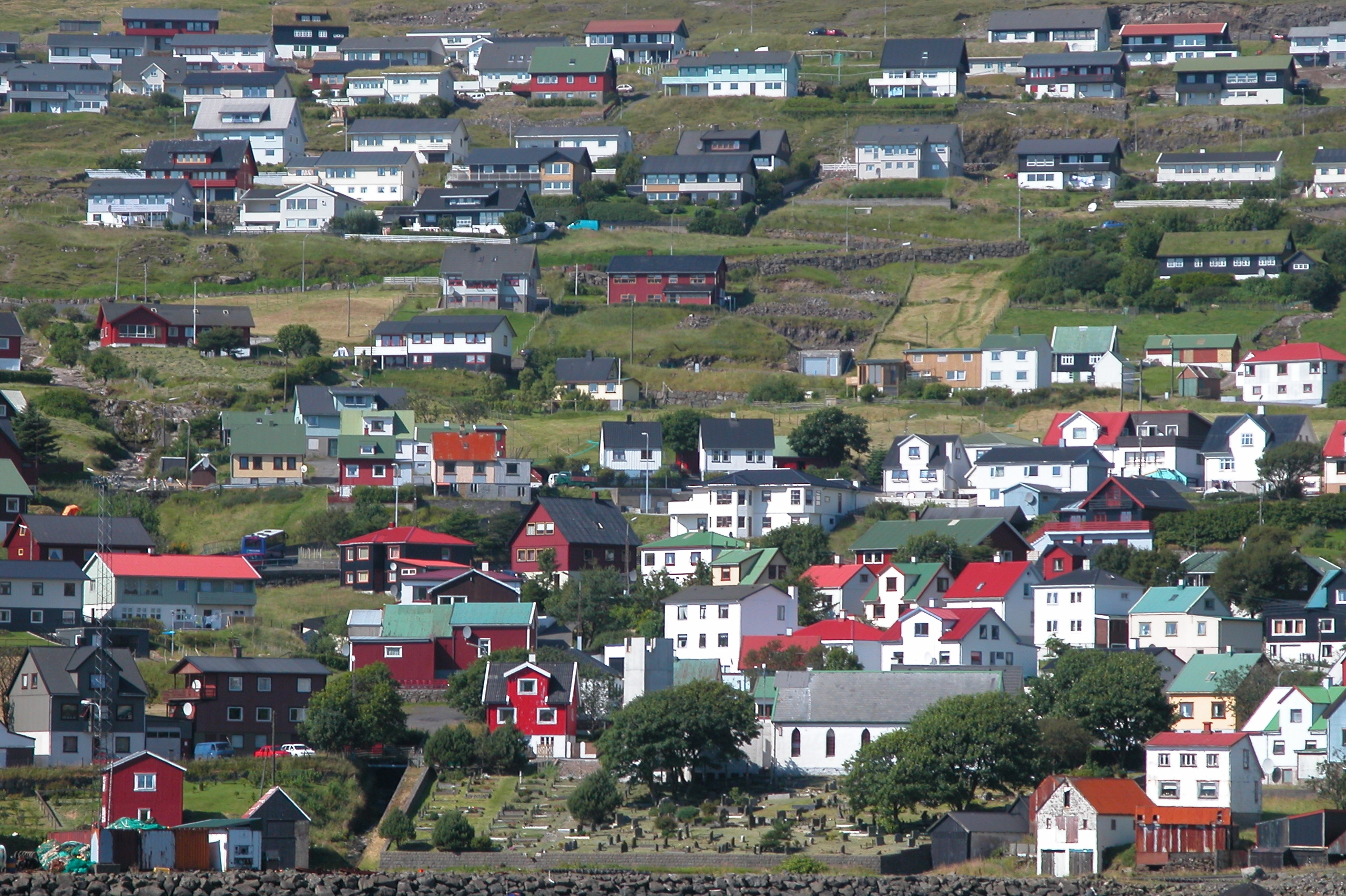
Kyrka med kyrkogård och intilliggande bebyggelse.